# Quinta do Conventinho
A Quinta do Conventinho, também conhecida por Quinta do Conventinho do Espírito Santo, Casa do Conventinho do Espírito Santo, Casa e Quinta do Conventinho ou Conventinho do Espírito Santo, situa-se entre Santo António dos Cavaleiros e Loures, na atual freguesia de Santo António dos Cavaleiros e Frielas, Município de Loures, em Portugal.
No antigo convento encontra-se presentemente instalado o Museu Municipal de Loures dispondo de várias ofertas que combinam com a cultura e o lazer, num espaço harmonioso que vive do equilíbrio entre a história e a natureza.
O Museu Municipal de Loures, antigo convento franciscano arrábido, possui uma identidade particular que lhe tem sido conferida pela riqueza de vivências que, no decurso dos séculos, os seus ocupantes lhe têm deixado através de registos arquitetónicos, artísticos e ambientais.
Atualmente, o museu municipal integra a rede de museus de Loures que, do ponto de vista da orgânica municipal, está inserida no departamento de cultura, desporto e juventude/divisão de cultura.
A rede é dirigida pela unidade de património e museologia.

## História
Edifício construído em 1573-75, nele se instalou o 13º convento dos Franciscanos Arrábidos, chamado do Espírito Santo, sob o patrocínio de Luís de Castro do Rio, fidalgo de Frielas. Em 1646 o convento recebe de Maria de Castro e de seu marido Francisco Cirne da Silva 30 mil réis (juro que estes tinham na Alfândega de Lisboa). Esta maquia será investida pelo convento em profundas obras de remodelação, havendo então sido quase totalmente reedificado.

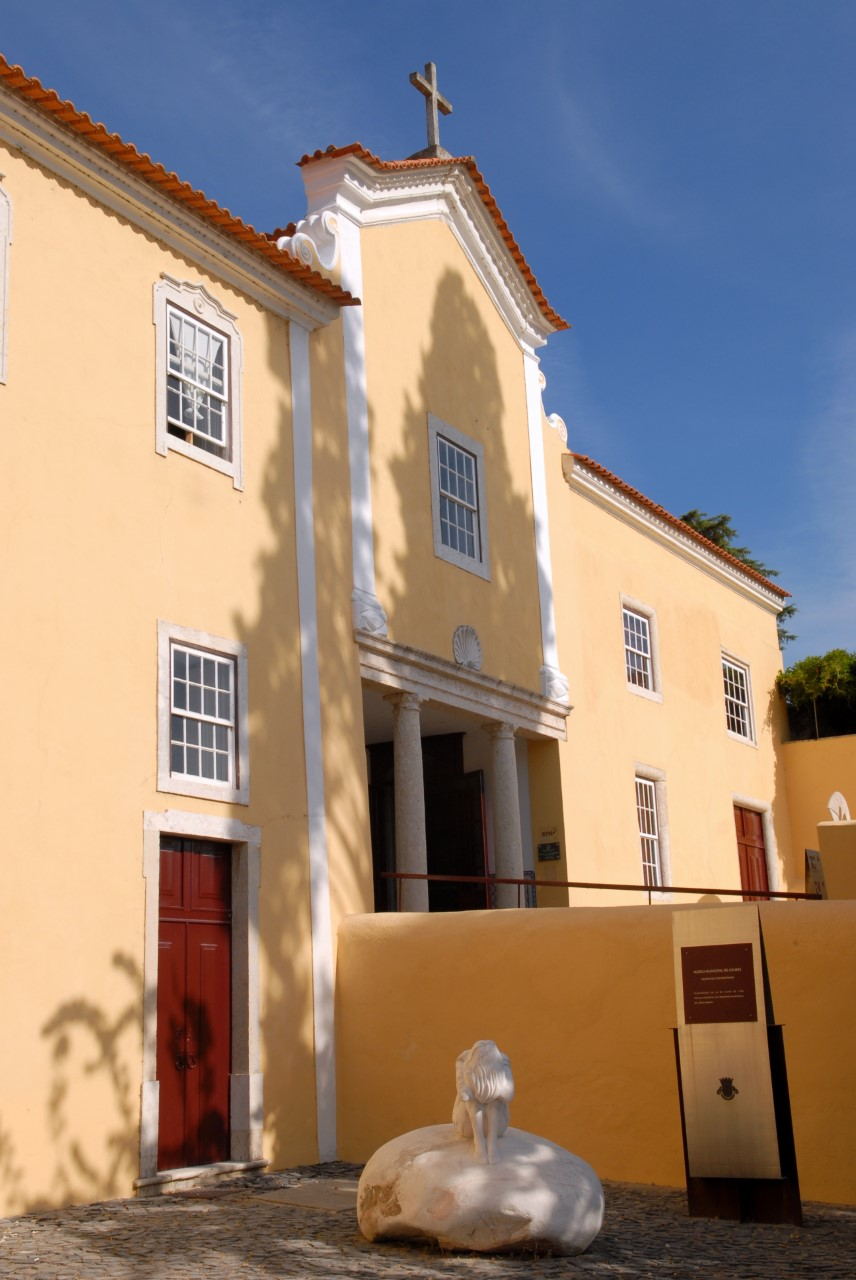
Entrada

Em 1834, com a extinção das ordens religiosas, o convento e seus bens foram nacionalizados. Em 22 de Setembro o convento foi adquirido ao Estado por Theresa Bernardo de Jesus pela quantia de 621 mil réis, para logo em 18 de Agosto de 1838 ser vendido a José Silveira por um conto e 100 mil réis. Em 1853 Luisa Maria da Costa Cabral torna-se proprietária da Quinta, por intermédio da compra da quinta por parte do seu pai Costa Cabral. 
Em Maio de 1925 José Bandeira, um associário do falsário Alves dos Reis, adquiriu a propriedade, para logo em 1926 ser adquirida pelo alemão Joseph Gellweiler, um empresário de máquinas e acessórios para a indústria naval.
O último proprietário privado do convento foi Manuel Dias das Neves, que o comprou em 22 de Janeiro de 1980, e que o desocupa em 1995 ao ser celebrada a escritura de cedência entre o último proprietário do Conventinho e o município de Loures.
Assim, coincide com a decisão de instalar o museu municipal de Loures na quinta do Conventinho, cuja inauguração ocorreu a 26 de julho de 1998, feriado municipal. Esta mudança de espaço permitiu o crescimento do museu, o alargamento da sua ação e a oportunidade para a recuperação de um imóvel cuja história faz parte da paisagem de Loures há mais de quatro séculos, o convento franciscano arrábido do espirito santo.
A história do museu municipal de Loures, remonta a 1985, ano em que obteve a sua criação, na Casa do Adro, em Loures. Nas três décadas seguintes a rede do museológica do concelho de Loures, expandiu-se e consolidou-se, sendo apenas em 1998 a sua transferência. 
Em Loures, o processo de criação do museu municipal de Loures enquadrou-se numa tendência que se veio impondo em Portugal desde 1974, e seguindo as recomendações da 19ª Reunião da UNESCO (1976), numa ótica de construção de uma politica patrimonial. 

## Arquitetura
Edifício conventual, com capela e cerca. O edifício é composto por três pisos na fachada virada a sul, dois na fachada norte, sendo ocupado pelos serviços que compõem a unidade de património e museologia da divisão de cultura da câmara municipal de Loures e fundamentam o funcionamento do museu municipal.

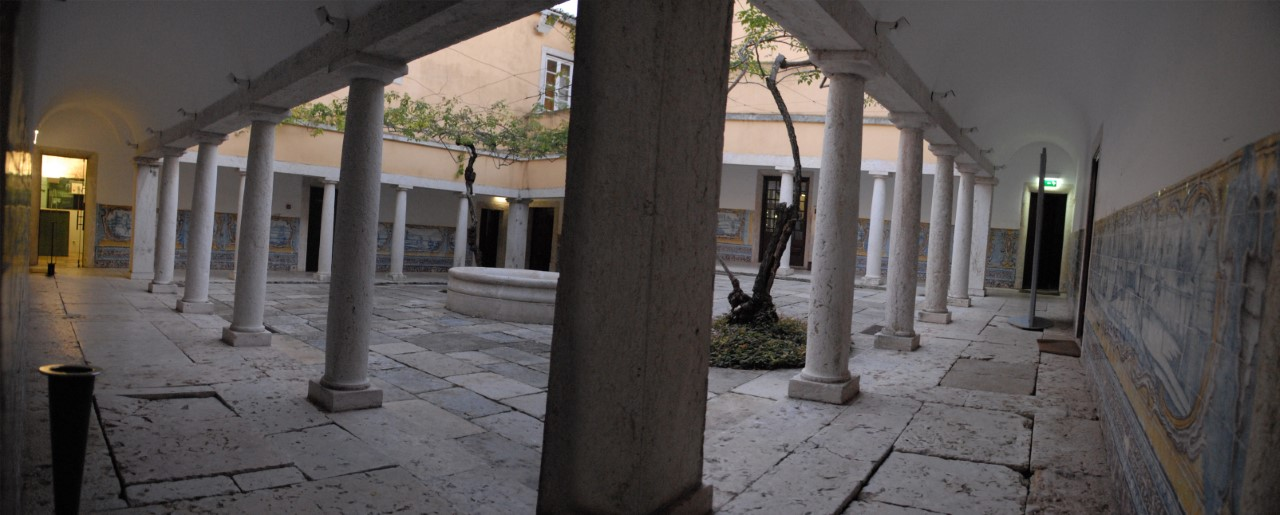
Claustro

No piso térreo encontram-se as instalações sanitárias públicas, a cafetaria e a entada principal do edifício. Esta entrada permite o acesso ao claustro, no piso um, através de escadas.  Do claustro, eixo do antigo edifício conventual a partir do qual todo o espaço se organizou, acede-se ao centro de documentação Anselmo Braamcamp Freire, ocupando parte da ala sul, ala poente e parte da ala norte. A partir da sacristia acede-se á capela. 
No piso dois, acede-se aos gabinetes de trabalho, dispersos pelas alas sul e poente (parte) do edifício. Na ala poente e norte encontram-se localizadas reservas museológicas, ocupando as antigas celas conventuais. A leste da capela, situam-se as salas de exposição, distribuídas por três pisos e com entrada autónoma, através da galilé (no piso dois, existe uma acesso ao coro-alto que, por sua vez, permite o acesso ao interior do edifício).
No exterior, existem outros espaços, utlizados no âmbito do funcionamento do museu municipal como as reservas visitáveis dos transportes e alfaias agrícolas, oficinas, sala de trabalho de arqueologia, espaço de arrumos e vigilância. 

## Jardins/Quinta

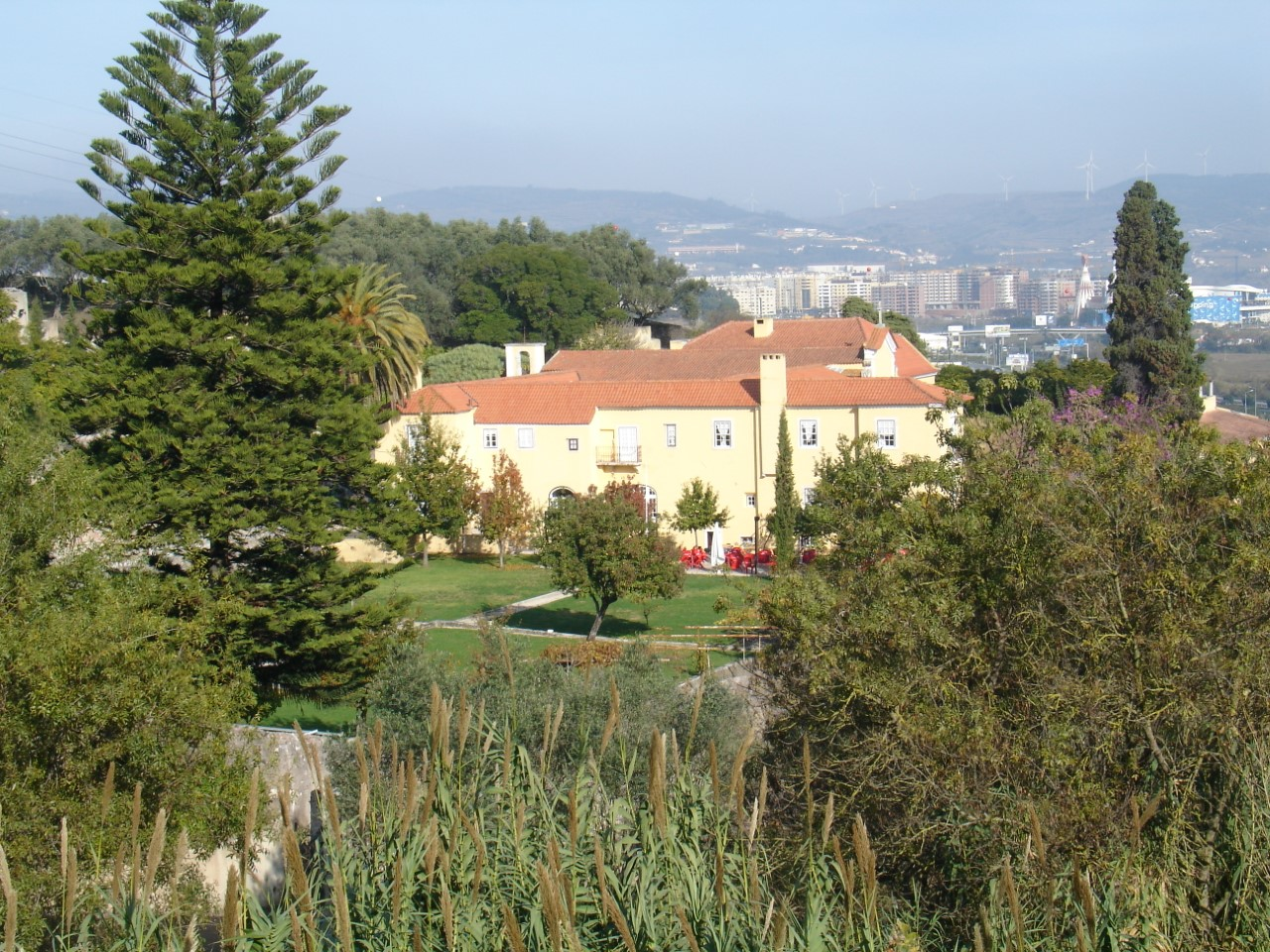
Jardim Museu Municipal de Loures

O espaço verde envolvente ao edifício terá correspondido, aproximadamente á área da antiga cerca conventual. Desenvolve-se ao longo de uma suave encosta, com inclinação aproximada de poente/este, com vista privilegiada sobre a várzea de Loures. Integra uma área mais densamente arborizada, localizada no ponto mais elevado, a norte, constituída pelo olival. A área mais próxima do edifício relativamente plana, é caraterizada pela existência de patamares, com acessos por escadas e passeios. Esses patamares encontram-se ocupados atualmente, com pomares (citrinos, marmeleiros, pereiras) e relvados. A leste do edifício, localiza-se uma área plana, ocupada por uma horta.
Na organização do espaço verde, incluem-se ainda, os tanques e as fontes (assinale-se a existência de um poço no atual parque de estacionamento), os mirantes, o anfiteatro, o pavilhão hexagonal e o pombal. 
No conjunto das fontes atualmente existentes, destaca-se a fonte do leão, localizada junto ao muro noroeste. Caracteriza-se pela existência de um pequeno refúgio, com dois bancos laterais, decorado com embrechados no interior, e com azulejos de padrão pombalino no exterior, onde existe um pequeno lago. Sobre a fonte, existe um terraço.
Dos tanques, o mais monumental é o que localiza a poente e mais próximo do edifício. Está associado a um conjunto de pequenos tanques cuja função esteve relacionada com a lavagem de roupa.
Os mirantes, em número dois, localizam-se na extremidade norte o Mirante dos Ventos, na extremidade leste o Mirante da Boa Vista, este último revestido a azulejo padrão pombalino.
O pombal é um edifício de forma cilíndrica com cobertura em cúpula redonda, rematada por um pináculo central. Localizado no ponto mais elevado do olival, começou por ter a função de pombal, sendo posteriormente transformado em depósito de água.
- Museu da Cerâmica de Sacavém
- Casa-Museu José Pedro
- Museu do Vinho e da Vinha
- Museu Municipal de Loures